# Ковалёвка (Одесская область)
Ковалёвка (укр. Ковалівка) — село, относится к Беляевскому району Одесской области Украины.
Население по переписи 2001 года составляло 223 человека. Почтовый индекс — 67630. Телефонный код — 4852. Занимает площадь 0,43 км². Код КОАТУУ — 5121082803.
Основанное во владениях графа Северина Потоцкого, село впервые упоминается под названиями «Ковалевы хутора» и «Леонополь» в 20-х годах XIX столетия. Леонополь назван в честь Льва Севериновича Потоцкого — сына владельца имения.
Первыми жителями были одесские мещане и польские шляхтичи, занимавшиеся сельским хозяйством. Одними из первых поселенцев была семья одесского мещанина Игната Степановича Стеценко. На их хуторе была кузня, от которой и пошло название Ковалевых хуторов, в дальнейшем «Ковалевка».
На рубеже 1820—1830-х годов в Леонополе поселяются крепостные крестьяне помещика графа Потоцкого. В 1863 году бывшие крепостные были переселены в соседнюю д. Мариновку.

## Местный совет
67630, Одесская обл., Беляевский р-н, с. Ильинка, ул. Кирова, 8